# ملعب دافيد أريانو الأثري
ملعب دافيد أريانو الأثري هو ملعب كرة قدم يقع في سانتياغو عاصمة تشيلي. يسع الملعب لجلوس 45 ألف متفرج. يعتبر الملعب الرسمي الذي يخوض فيه نادي كولوكولو مبارياته. تم افتتاح الملعب في سنة 1975.